# بانک اسلامی آسیا
بانک اسلامی آسیا (انگلیسی: The Islamic Bank of Asia) شرکت خدمات مالی و بانکداری سنگاپوری بود، که در سال ۲۰۰۷ تأسیس و در سال ۲۰۱۵ منحل شد.